# Libra de la Isla del Príncipe Eduardo
La libra de la Isla del Príncipe Eduardo o bien libra príncipeduardina fue la unidad monetaria intermitente de la colonia británica de la isla del Príncipe Eduardo desde 1790 (solo billetes) y 1813 (con monedas) hasta 1825 y desde 1834 hasta 1870, y surgió para paliar la escasez de numerario de la libra esterlina y de peniques de cobre del chelín colonial en la primera etapa, y posteriormente de los dólares del ancla de las Indias Occidentales Británicas y de los peniques de plata del chelín colonial en la segunda etapa.
Equivalía a la libra esterlina y tenía paridad con los dólares españoles, por lo que se subdividía en 20 chelines o 240 peniques y por ello circularían a la par pero por la escasez de numerario de las de la metrópoli y a falta de autorización de acuñar monedas propias, se emitió papel moneda y se produjeron resellos y fichas privadas o tokens (en inglés).

## Historia
Posteriormente a la exploración de Jacques Cartier en 1534, comenzaron a llegar pescadores franceses y vascos-españoles pero no fundaron ningún establecimiento en la isla. Recién fue colonizada por los franceses en 1720 que fundaron a Port La-Joye —que estaba ubicado en la parte suroeste de la bahía, enfrente de la actual Charlottetown— y comenzó a poblarse de acadianos que construyeron granjas por toda la isla, la cual llamaban entonces San Juan (Île Saint-Jean, en francés) y en 1734 pasó a depender de la colonia francesa de Isla Real (Île Royale, en francés) o isla de Cabo Bretón, por lo que desde el inicio de su población permanente comenzaron a circular entre sus habitantes los dólares españoles que eran internacionales, las escasas monedas de la libra francesa y las monedas fraccionarias de la libra de las Colonias Francesas americanas.
Cuando en 1758 fue ocupada por los británicos, se la anexionó a la incipiente colonia de Nueva Escocia hasta que en 1769 se separó para formar la «colonia de la isla de San Juan» (Saint John Island colony, en inglés) que cambiaría su nombre por colonia de la isla del Príncipe Eduardo en 1798. En esta etapa seguían circulando los dólares españoles, pero comenzaron a llegar algunas monedas de la libra esterlina y principalmente las piezas fraccionarias como los peniques de cobre «de voce populi», «de Pitt», «de Machin» y «del Barco» del chelín colonial angloamericano hasta que comenzarían a escasear.
Al tener carencia de numerario en 1790, comenzó a emitir papel moneda y además en 1813 para revalorizar y evitar fuga monetaria de la isla, agujereó y reselló dólares españoles pero para paliar la carencia de fraccionarios también, empezaron a acuñar fichas privadas monetiformes o tokens a partir de 1815, hasta que el Reino Unido de Gran Bretaña e Irlanda (nombre usado desde 1808), adoptó el patrón oro en 1821 y en cuanto comenzaron las guerras de independencia hispanoamericanas, la fuente del dólar español comenzaría a agotarse. La forma en que intentó atraer al ámbito de su libra esterlina, fue crear el dólar británico colonial con paridad con el dólar español y ambos con la libra, y así surgió en 1822 el dólar del ancla de la América británica que circuló en la isla pero a falta de nuevas acuñaciones también empezaría a escasear.
En 1825 se hizo obligatorio el uso de la libra esterlina en todo el Imperio británico, aunque con una paridad con el dólar español que no tuvo éxito, sumado a que la cantidad que ingresaba era mínima, y por lo cual la metrópoli comenzó a mandar a las posesiones americanas unos peniques de plata coloniales en 1831 y para que tuvieran más éxito cambiaron la paridad antedicha en 1838 y que consistiría en que un dólar español equivaldría a cuatro chelines con dos peniques.
Pero estas nuevas medidas no paliaron la escasez de fraccionarios en la isla, por lo que volvieron a acuñar tokens propios de cobre desde 1835 hasta 1860 y circularon hasta que la colonia cambió su moneda al dólar de la Isla del Príncipe Eduardo en 1870.

## Billetes
Se emitió papel moneda para la isla del Príncipe Eduardo en 1790 y fueron de varias denominaciones: 1 chelín, 1 chelín con 6 peniques, 2 chelines con seis peniques, 5, 10, 20 y 40 chelines.
La Tesorería de Su Majestad volvió a emitir billetes en 1834 con las denominaciones de 5 y 10 chelines y 1, 2 y 5 libras. Sin embargo, dos décadas después el Banco de la Isla del Príncipe Eduardo comenzó a emitir nuevos billetes pero con distinto valor de fracción que la esterlina (1 libra principeduardina = 13 chelines con 4 peniques esterlinos).
Esa entidad bancaria emitió billetes en 1856 hasta 1863 con denominaciones en ambas libras. De 5 chelines (3 chelines con 4 peniques), de 10 chelines (6 chelines con 8 peniques), 1 libra principeduardina (13 chelines con 4 peniques), 5 libras principeduardinas (1 libra esterlina con 6 chelines y 8 peniques), y por último, de 10 libras principeduardinas (3 libras esterlinas con 6 chelines y 8 peniques).
Otra entidad produjo papel moneda en 1864 y en 1865 de libras esterlinas con la paridad impresa en dólares (1 dólar = 4 chelines con 2 peniques), con las denominaciones de 4 chelines con 2 peniques (1 dólar), de 8 chelines con 4 peniques (2 dólares), de 1 libra esterlina con 10 peniques (5 dólares) y de 4 libras con 3 chelines y cuatro peniques (20 dólares).

## Monedas reselladas ytokens

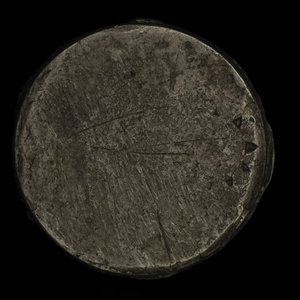
Anverso de un chelín príncipeduardino formado por el disco central cortado y con resello circular con rayos de sol (en el borde derecho pero está desgastado) de un real de a ocho novohispano o peruano colonial.

Por la escasez de numerario y por la falta de autorización real de acuñar monedas propias, se produjeron chelines con resellos y agujeros centrales de dólares españoles y con tokens de cobre se crearon peniques para paliar la escasez de monedas fraccionarias de libras esterlinas y de peniques «del barco» del chelín colonial.
Nuevamente se acuñaron tokens en 1835, para paliar la falta de monedas del dólar del ancla, de la libra esterlina de la metrópoli y de los peniques de plata del chelín colonial.
- 1⁄2 penique de latón con año 1815 de 28 mm de diámetro, en el anverso con un barco corto a toda vela hacia la derecha, orlado con la leyenda: SHIPS * COLONIES AND COMMERCE (barcos, colonias y comercio) y en el exergo con el año: 1815, y en el reverso con la denominación encolumnada en tres líneas, la superior y la inferior incurvadas y separadas por dos ornamento de flor foliada: HALF PENNY TOKEN (ficha monetiforme de medio penique).
- De cobre de 1835 (sin año ni denominación) de 26 mm de diámetro, en el anverso con un gran barco a toda vela hacia la izquierda con una gran bandera británica en la proa extendida por el viento, y en el reverso con la leyenda en inglés encolumnada de cuatro líneas: SHIPS COLONIES & COMMERCE.
- De cobre con años 1855 y 1857 (sin denominación) de 26 mm de diámetro, en el anverso con el año grande y central, orlado con la leyenda: PRINCE EDWARD ISLAND, y en el reverso con leyenda encolumnada formada por cinco líneas, las dos superiores y las dos inferiores incurvadas: SELF GOVERNMENT AND FREE TRADE (autogobierno y libre comercio).

- 1 chelín de plata .903 de 1813 (sin denominación ni año estampado), en el anverso con contramarca circular con rayos de sol en el borde de disco central cortado de un real de a ocho colonial español.[3]

- 5 chelines de plata .903 de 1813 con agujero central, conocido como «dólar agujereado» (holly dollar en inglés, y sin denominación ni año estampado), en el anverso con contramarca circular con rayos de sol sobre un real de a ocho novohispano de la ceca de México con los años 1791 a 1808 y de un real de a ocho peruano de la ceca de Lima con los años 1808 a 1811.[3]